# Cyclophora umbrata
Cyclophora umbrata là một loài bướm đêm trong họ Geometridae.